# Felber Automobiles
Pour les articles homonymes, voir Felber.
L'entreprise W.H. Felber Automobiles SA (en abrégé Felber Automobiles ou Felber) est une marque d'automobiles suisse fondée en 1974 disparue en 1991, basée à Morges.

## Histoire
La société fut fondée en 1974 par Willy Felber (1928-2002), (un ancien concessionnaire vendant des Ferrari et des Rolls-Royce à Morges) dans le but, de proposer des versions plus haut de gamme de modèles déjà existant. Ou bien des répliques de modèles plus anciens, comme avec la Felber FF, une réplique de Ferrari 125 S se basant sur une Ferrari. Cette voiture sera réalisée en partenariat avec la société Panther Westwinds.

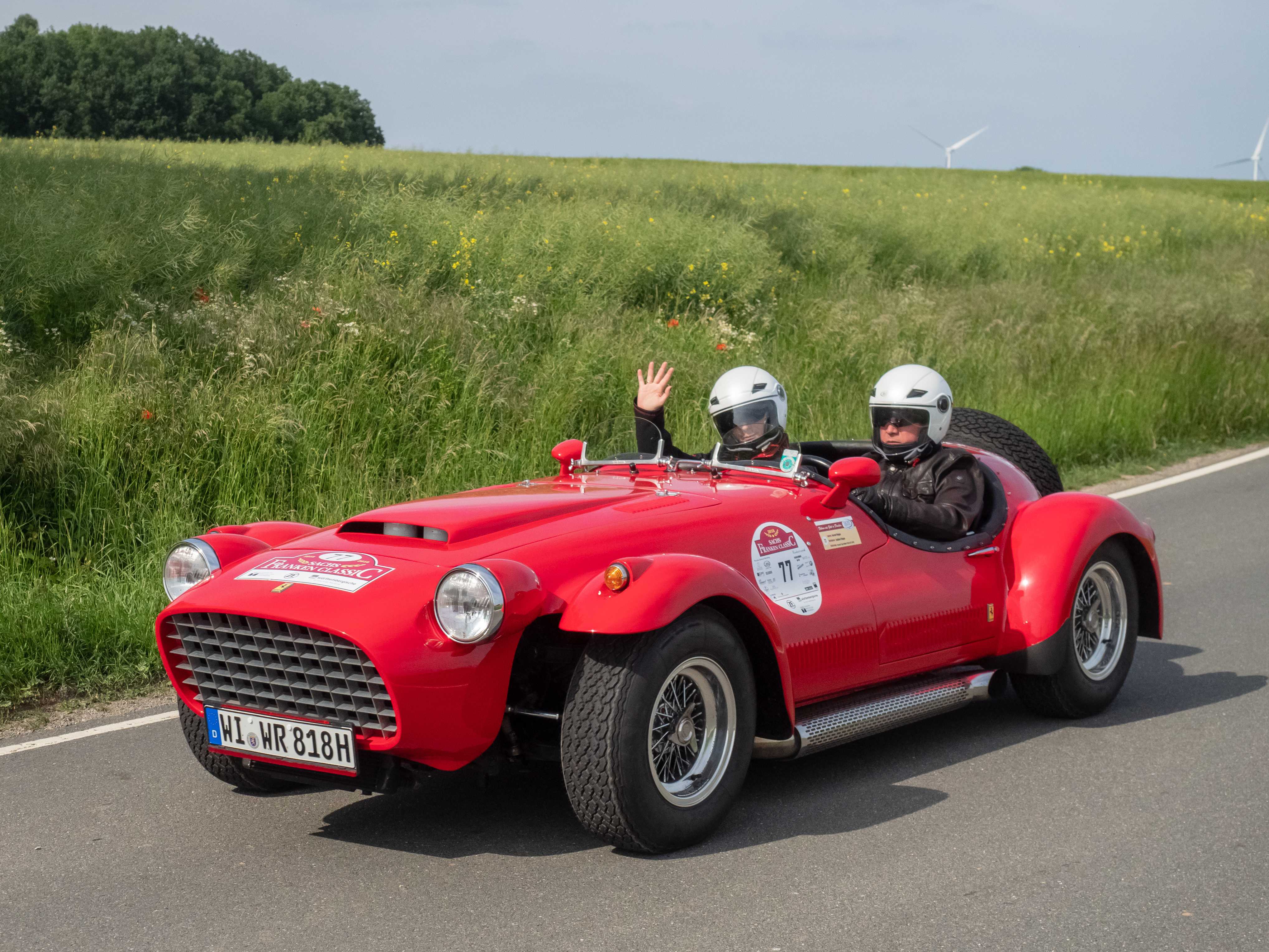
Felber FF

Felber réalisera pas mal de versions spéciales de véhicules déjà existant avec des Ferrari customisés, notamment un break et une voiture de plage. Des Lancia plus luxueuses mais aussi des Volkswagen Golf, des Autobianchi A112, des Range Rover et des Buick,.

En 1976, Felber proposera une version plus luxueuse de l'Haverster Scoot avec la Felber Oasis, l'auto sera produite jusqu'en 1984 à 14 exemplaires et apparemment l'un d'entre eux aurait reçu un moteur Rolls-Royce.

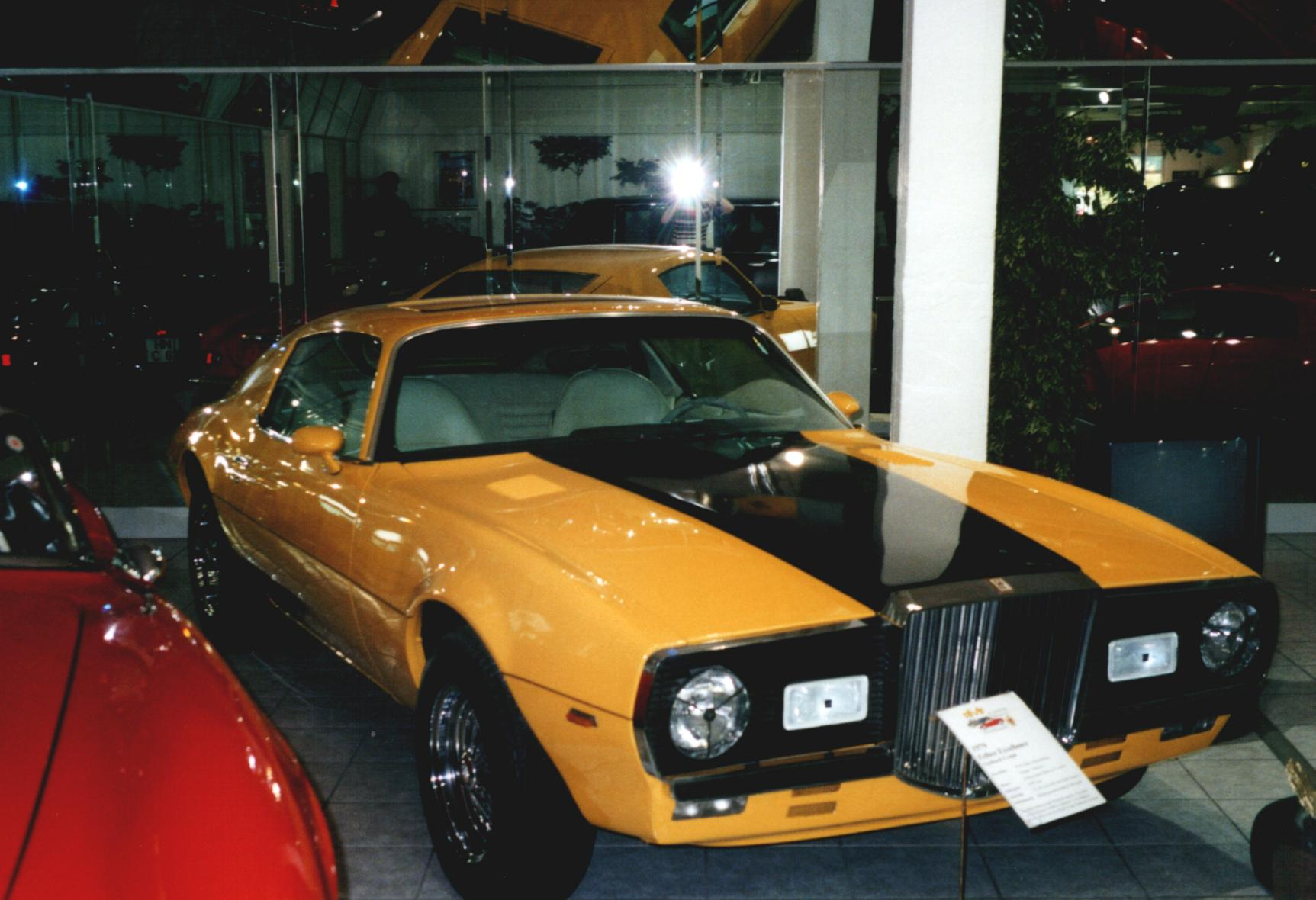
Felber Excellence de 1979

En 1979, Felber proposera l'Excellence qui est une Pontiac Firebird recarrossée avec un intérieur plus luxueux.
Les années 1980 furent plus difficiles pour Felber en raison des réglementations d'homologation et de crash test qui s'avèrent trop couteuses pour une petite marque artisanale. Ils se retrouveront donc dans la même posture que Monteverdi. Et ils devront abandonner pour les mêmes raisons. La marque Felber disparait donc en 1991.